# ГЕС Ікава
ГЕС Ікава (яп. 井川発電所, Ікава хацуденшьо, Гепберн: Ikawa hatsudensho) — гідроелектростанція в Японії на острові Хонсю. Знаходячись між ГЕС Хатанагі II (вище по течії) та ГЕС Окуїдзумі, входить до складу каскаду на річці Ой, яка на східному узбережжі острова впадає до затоки Суруга (Тихий океан).
В межах проекту річку перекрили бетонною гравітаційною греблею висотою 104 метра та довжиною 243 метра, яка потребувала 422 тис. м3 матеріалу. Вона утворила витягнуте більш ніж на 10 км водосховище з площею поверхні 4,2 км2 та об'ємом 150 млн м3, з яких 125 млн м3 відносились до корисного об'єму. В подальшому під час експлуатацію площа поверхні скоротилась до 3,8 км2, а об'єм до 112 млн м3 (корисний об'єм — до 102 млн м3). У цій водоймі припустиме коливання рівня поверхні між позначками 620 та 665 метрів НРМ.
Через два напірні водоводи довжиною по 0,15 км зі спадаючим діаметром від 3,6 до 2,8 метра ресурс подається до пригреблевого машинного залу. Тут встановлено дві турбіни типу Френсіс потужністю по 33 МВт (номінальна потужність станції рахується як 62 МВт), котрі використовують напір у 93 метра.